# Taça de Portugal 1945-1946
La Taça de Portugal 1945-1946 fu l'ottava edizione della Coppa di Portogallo. Lo Sporting Lisbona vinse la sua terza coppa nazionale (la seconda consecutiva) vincendo 4-2 nella finale del 30 giugno 1946 contro l'Atlético de Portugal.

## Partecipanti
- Algarve:  Olhanense,  Portimonense
- Aveiro:  Oliveirense
- Braga:  Famalicão,  Vitória Guimarães
- Coimbra:  Académica,  União de Coimbra
- Lisbona:  Atlético CP,  Belenenses,  Benfica,  Sporting Lisbona,  Estoril Praia
- Porto:  Boavista,  Porto
- Portalegre:  O Elvas
- Setúbal:  Vitória Setúbal

## Ottavi di finale
|                   | Risultato |                  |
| ----------------- | --------- | ---------------- |
| Vitória Guimarães | 5 - 0     | Portimonense     |
| Sporting Lisbona  | 6 - 3     | Académica        |
| Porto             | 7 - 1     | Vitória Setúbal  |
| Famalicão         | 3 - 2     | Olhanense        |
| O Elvas           | 5 - 1     | Oliveirense      |
| Boavista          | 3 - 2     | União de Coimbra |
| Benfica           | 3 - 0     | Belenenses       |
| Atlético CP       | 2 - 1     | Estoril Praia    |

## Quarti di finale
|                  | Risultato |                   |
| ---------------- | --------- | ----------------- |
| Sporting Lisbona | 5 - 1     | Vitória Guimarães |
| Porto            | 3 - 0     | Boavista          |
| Famalicão        | 4 - 3     | O Elvas           |
| Atlético CP      | 3 - 2     | Benfica           |

## Semifinali
|                  | Risultato |           |
| ---------------- | --------- | --------- |
| Sporting Lisbona | 11 - 0    | Famalicão |
| Atlético CP      | 2 - 1     | Porto     |

## Finale
| Arbitro: | José Lira (Braga) |

|                                |           |                                          |
| Rogério Simões 38’ Marques 88’ | Marcatori | 15’, 30’ Peyroteo 20’ Sidónio 40’ Albano |

| Atlético CP | Sporting CP |

### Formazioni
| Atlético CP     |   |                     |
|                 |   |                     |
| POR             | 1 | Francisco Correia   |
| DIF             |   | José Lopes          |
| DIF             |   | Baptista            |
| CEN             |   | Marques             |
| CEN             |   | Morais              |
| CEN             |   | Gregório dos Santos |
| CEN             |   | José Rosário        |
| ATT             |   | Francisco Lopes ()  |
| ATT             |   | Joaquim Micael      |
| ATT             |   | Rogério Simões      |
| ATT             |   | Manuel Costa        |
| Sostituiti:     |   |                     |
| Allenatore:     |   |                     |
| Cândido Tavares |   |                     |

| Sporting Lisbona    |   |                   |
|                     |   |                   |
| POR                 | 1 | João Azevedo      |
| DIF                 |   | Álvaro Cardoso    |
| DIF                 |   | Octávio Barrosa   |
| DIF                 |   | Juvenal Silva     |
| CEN                 |   | Veríssimo Alves   |
| CEN                 |   | Manuel Marques () |
| ATT                 |   | Fernando Peyroteo |
| ATT                 |   | Albano            |
| ATT                 |   | Armando Ferreira  |
| ATT                 |   | António Marques   |
| ATT                 |   | Sidónio           |
| Sostituiti:         |   |                   |
| Allenatore:         |   |                   |
| Cândido de Oliveira |   |                   |